# KSB 600ステーション
『KSB 600ステーション』（ケイエスビー ろくまるステーション）は、瀬戸内海放送で放送された平日夕方のローカルワイドニュース番組、1989年10月2日から1991年3月29日まで1年半で放送された（『600ステーション』の岡山県・香川県ローカルパート）。

## 概要
- 1989年10月2日に番組開始、かつての前番組「KSBニュースシャトル ANN」というタイトルでスタートされた。
- テレビ朝日発全国ニュース『600ステーション ANN → ANN 600ステーション』を前半枠に内包し、後半枠には県内ニュース・スポーツコーナーと天気予報も内包した。
- ただし、週末のみは1990年10月6日からスタートした夕方ニュース番組『ANN 530ステーション』を内包されている『KSB 530ステーション ANN』として放送していた。

## 放送時間
| 期間      | 期間      | 放送時間（JST）           | 放送時間（JST）           |
| 期間      | 期間      | KSB 600ステーション       | KSB 530ステーション       |
| --------- | --------- | ------------------------- | ------------------------- |
| 1989.10.2 | 1990.9.28 | 月曜 - 金曜 18:00 - 18:42 | （放送無し）              |
| 1990.10.1 | 1991.3.31 | 月曜 - 金曜 18:00 - 18:42 | 土曜 - 日曜 17:30 - 18:00 |
| 1991.4.1  | 1993.3.28 | （放送終了）              | 土曜 - 日曜 17:30 - 18:00 |

## 関連番組
- KSBニュース
- 600ステーション・530ステーション

| 瀬戸内海放送 平日夕方6時台のKSBニュース           | 瀬戸内海放送 平日夕方6時台のKSBニュース | 瀬戸内海放送 平日夕方6時台のKSBニュース |
| 前番組                                            | 番組名                                  | 次番組                                  |
| ------------------------------------------------- | --------------------------------------- | --------------------------------------- |
| KSBニュースシャトル                               | KSB 600ステーション ANN                 | KSBステーションEYE                      |
| 瀬戸内海放送 土曜夕方5時30分枠のKSBニュース       |                                         |                                         |
| 鳥越&畑 ザ・スクープ （岡山・香川ローカルパート） | KSB ANN 530ステーション                 | KSBステーションEYE ANN                  |
| 瀬戸内海放送 日曜夕方5時30分枠のKSBニュース       |                                         |                                         |
| ANNニュース&スポーツ （岡山・香川ローカルパート） | KSB ANN 530ステーション                 | KSBステーションEYE ANN                  |